# György Ring
György Ring (* 18. März 1981 in Budapest) ist ein ehemaliger ungarischer Fußballschiedsrichterassistent.
Im Jahr 1997 legte er erfolgreich seine Prüfung zum Fußballschiedsrichter ab. Ring leitete ab der Saison 2006/07 bis zur Saison 2019/20 insgesamt 285 Spiele in der ungarischen Nemzeti Bajnokság. Zudem stand er von 2008 bis 2020 als Schiedsrichterassistent auf der Liste der FIFA-Schiedsrichter und leitete internationale Fußballpartien. Bis zur Saison 2019/20 leitete er 16 Spiele in der Europa League und 35 Spiele in der Champions League. 
Ring war unter anderem bei der U-17-Europameisterschaft 2008 in der Türkei, bei der U-20-Weltmeisterschaft 2011 in Kolumbien, bei der Europameisterschaft 2012 in Polen und der Ukraine, bei der Europameisterschaft 2016 in Frankreich und bei der U-20-Weltmeisterschaft 2017 in Südkorea im Einsatz (meist als Assistent von Viktor Kassai).
Am 28. Mai 2011 leiteten Viktor Kassai, György Ring und Gábor Erős das Finale der Champions League 2010/11 zwischen dem FC Barcelona und Manchester United (3:1).